# Berthold II de Sternberg
Berthold II de Sternberg (mort le 13 novembre 1287 probablement à Wurtzbourg) est évêque de Wurtzbourg de 1271 à sa mort.

## Biographie
Berthold vient d'une famille noble de Franconie dont le siège se trouve à Sternberg im Grabfeld (de) (aujourd'hui commune de Sulzdorf an der Lederhecke). La propriété appartenait à la maison d'Henneberg (de) dont sont issus les Sternberg. Son père Heinrich, fils de Poppon von Irmelshausen, meurt dans la bataille qui l'oppose à Poppon VII von Henneberg. Avec ses deux jeunes frères Herrmann et Heinrich, Berthold s'oriente vers une carrière ecclésiastique. Ils entrent ensemble dans le chapitre de la cathédrale de Wurtzbourg. Herrmann devient prévôt à la collégiale de Neumünster, Heinrich prévôt à Bamberg.
À la suite de la mort de l'évêque Iring von Reinstein-Homburg, on procède à une élection en 1267. Il y a deux élus, Poppon von Trimberg et Berthold von Henneberg, le frère du comte Herrmann von Henneberg. La gouvernance est cependant confiée à Berthold II von Sternberg en raison de sa qualité de doyen. Tandis que Berthold von Henneberg reçoit la reconnaissance du diocèse de Mayence et fait appel à l'armée de son frère pour aller à Wurtzbourg, Poppon von Trimberg va à Rome pour avoir la reconnaissance du pape Clément IV puis meurt sur le chemin du retour en Italie en 1271. Face à Berthold von Henneberg, la ville de Wurtzbourg et Berthold von Sternberg organisent une contre-armée. Lors de la bataille près de Kitzingen le 8 août 1266, l'armée de Henneberg est anéantie. En 1274, il retente de s'établir dans la ville et obtient une transaction l'année suivante. Berthold von Henneberg peut utiliser le titre d'évêque, cependant il n'a aucun pouvoir et donne sa démission à Berthold von Sternberg.
Ainsi bien que Berthold von Sternberg dirige l'évêché depuis 1266, il n'est reconnu comme tel dans les documents qu'à partir de 1271. Pour sa confirmation, il se rend à Rome pour voir le pape Grégoire X en 1274 et la reçoit l'année suivante.
Politiquement Berthold von Sternberg est un disciple du roi Richard de Cornouailles. Lorsqu'il entre en conflit avec les comtes de Rieneck (de) et de Henneberg puis en 1282 avec l'abbé de Fulda, Bertho von Biembach (de), le roi est un médiateur. L'évêque et l'abbé conviennent de la destruction du château d'Eberstein (de) pour lutter contre les barons voleurs. Celui d'Auersburg (de), à la frontière, devient une propriété de Wurtzbourg.
La commune de Bergtheim, en remerciant l'évêque, fait sa première mention écrite en 1282. Il apparait également dans la construction de l'abbaye de Blankenau (de) et du château du val Venosta. Il échange en 1287 le château de Boxberg (de) contre le château de Schweinberg (de) de l'ordre de Saint-Jean de Jérusalem grand bailliage de Brandebourg à Boxberg.
Sa tombe dans la cathédrale de Wurtzbourg a disparu. D'après la tradition, son cœur se trouverait à l'abbaye d'Ebrach. Une sépulture derrière le maître-autel date du début du XIVe siècle.

## Source, notes et références
- (de) Cet article est partiellement ou en totalité issu de l’article de Wikipédia en allemand intitulé « Berthold II. von Sternberg » (voir la liste des auteurs).
- (de) Wilhelm Engel, « Berthold von Sternberg », dans Neue Deutsche Biographie (NDB), vol. 2, Berlin, Duncker & Humblot, 1955, p. 159 (original numérisé).
- Alfred Wendehorst : Das Bistum Würzburg Teil 2 - Die Bischofsreihe von 1254 bis 1455. In: Max-Planck-Institut für Geschichte (Hg.): Germania Sacra - Neue Folge 4 - Die Bistümer der Kirchenprovinz Mainz. Berlin 1969.  (ISBN 978-3-11-001291-0). S. 20-28. (Numérisation)
- (de) Franz Xaver von Wegele, « Berthold », dans Allgemeine Deutsche Biographie (ADB), vol. 2, Leipzig, Duncker & Humblot, 1875, p. 531-534